# Huszár Klára
Huszár Klára (Budapest, 1919. május 29. – Budapest, 2010. június 13.) magyar operarendező, dalszövegíró, műfordító.

## Élete
Huszár Imre és Benyovits Erzsébet gyermekeként született.
1938–1942 között a Zeneművészeti Főiskola ének–zenetanár szakos hallgatója volt. 1947-től 1951-ig a Magyar Rádiónál dolgozott, ahol megszervezte a zenei Rádióiskolát és a Dolgozók Zeneiskoláját, valamint az ifjúsági osztály vezetőjeként gyermekeknek szóló operákkal is foglalkozott. 1951-ben menesztették a Rádiótól; ekkor ismét beiratkozott a főiskolára, ahol Oláh Gusztáv tanítványaként operarendezői képesítést szerzett (1956). Ezt követően 1979-ig a Magyar Állami Operaház asszisztense, majd rendezője. Vendégszerepelt Pécsett és külföldön (például Németországban és Bécsben).

### Magánélete
1941-ben házasságot kötött Devecseri Gábor költővel (1917–1971). Egy fiuk született: Devecseri János (1944), akiből zenész és dalszövegíró lett.

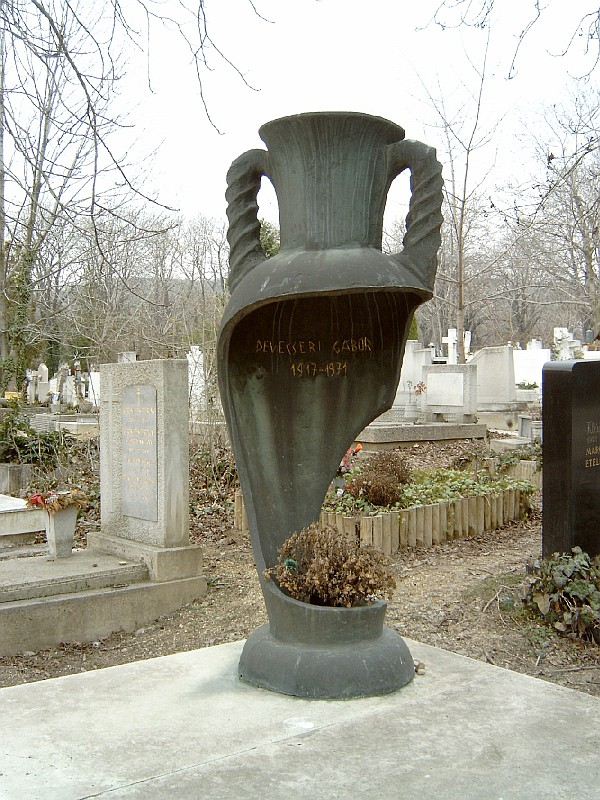
Sírja a Farkasréti temetőben (25/I-1-1/2). Alkotó: Fekete Tamás.

## Színházi munkái

### Szerzőként
- Mozart: Thamos, Egyiptom királya (1971) (rendező is)

### Műfordítóként
- Christoph Willibald Gluck: Iphigénia Taurisban (1957) (rendező is)
- Gian Carlo Menotti: A telefon (1957, 1964, 1976) (rendező is)
- Suchon: Örvény (1959)
- Leoš Janáček: Katja Kabanova (1961)
- Menotti: Amélia bálba megy (1962)
- Domenico Cimarosa: Titkos házasság (1963, 1977, 1981, 2002, 2004) (rendező is)
- Gioachino Rossini: Hamupipőke (1965, 1981, 1987, 1989–1990, 2001)
- Georg Friedrich Händel: Julius Caesar (1966)
- Joseph Haydn: Ember a Holdon (1970) (rendező is)
- Rossini: A török Itáliában (1976-1977) (rendező is)
- Gaetano Donizetti: Vivát mama!/Éljen a mama! (1978, 1992)
- Jacques Offenbach: Szökött szerelmesek (1979)
- Kovách Andor: Medea (1981)
- Friedrich von Flotow: Márta, avagy a richmondi vásár (1990)

### Dalszövegíróként
- Oscar Wilde: Bunbury (1959, 1968)
- Wilde: Hazudj igazat! (1960, 1970)
- Golebska: Repülj nóta, mazur nóta! (1979)
- Drzic: Dundo Maroje (1979)
- Plautus: A hetvenkedő katona (1979)

### Rendezőként
- Giovanni Battista Pergolesi: Az úrhatnám szolgáló (1957)
- Igor Stravinsky: A katona története (1958)
- Láng István: Pathelin mester (1958)
- Joseph Haydn: Aki hűtlen, pórul jár (1959)
- Farkas Ferenc: A bűvös szekrény (1960)
- Ránki György: Pomádé király új ruhája (1961)
- Devecseri Gábor: Odüsszeusz szerelmei (1961, 1968, 1973)
- Plautus: Amphitruo (1962)
- Léo Delibes: Lakmé (1964)
- Plautus: Szamárvásár (1966)
- Balassi Bálint: Szép magyar komédia (1967)
- Somlyó György: A bírák könyvéből (1970)
- Vas István: Római rablás (1970)
- Devecseri Gábor: Bikasirató (1970)
- Ludwig van Beethoven: Fidelio (1971, 1974)
- Wolfgang Amadeus Mozart: A varázsfuvola (1971, 1974-1975)
- Babits Mihály: Laodameia (1971)
- Babits Mihály: Jónás könyve (1971)
- Petőfi Sándor: Az apostol (1972)
- Carl Maria von Weber: A bűvös vadász (1975)
- Giuseppe Verdi: Traviata (1976)
- Devecseri Gábor: A meztelen istennő (1977)
- Carl Ditters von Dittersdorf: La contadina fedele (1978)

## Filmjei
- Csalóka Péter (1979) (zenei rendező)
- Rossini: Hamupipőke (1991) (műfordító)

## Művei
- Operarendezés (1970)
- Krisztinavárosi madrigál (2001)